# Alaudala cheleensis
Alaudala cheleensis é uma espécie de cotovia da família Alaudidae.
Pode ser encontrada nos seguintes países: China, Índia, Irão, Iraque, Japão, Cazaquistão, Coreia do Norte, Coreia do Sul, Mongólia, Myanmar, Paquistão, Rússia, Turquia e Turquemenistão.